# 용수중학교
용수중학교(龍水中學校)는 대한민국 부산광역시 북구 화명동에 있는 공립 중학교이다.

## 학교 연혁
- 2001년 1월 17일 : 학교 설립 인가
- 2001년 2월 27일 : 용수중학교 기공식
- 2002년 1월 4일 : 용수중학교로 교명 확정
- 2002년 2월 21일 : 교사 준공
- 2002년 3월 1일 : 초대 김수철 교장 부임
- 2002년 3월 5일 : 개교 및 제1회 입학식(13학급 472명)
- 2003년 11월 27일 : 제1회 용수학예전 개최 및 반딧불 도서관 개관
- 2005년 2월 17일 : 제1회 졸업식(14학급 504명)
- 2012년 3월 1일 : 수학, 영어 교과교실 설치
- 2019년 11월 19일 : 첨단미래교실 개관
- 2019년 12월 27일 : 은송관(다목적 강당) 개관
- 2021년 1월 31일 : 창의융합형 과학실 구축 및 칠판 교체, 블렌디드 교실 사업 완공
- 2024년 3월 1일 : 제10대 장순희 교장 부임
- 2025년 2월 11일 : 제21회 졸업식(9학급 211명, 졸업생 누계 6,805명)
- 2025년 3월 4일 : 제24회 입학식(9학급 235명)

## 참고 자료
- 용수중학교 - 한국교육학술정보원 학교알리미